# Curva nello spazio
In matematica, una curva nello spazio, o curva sghemba, è una curva i cui punti non sono tutti contenuti nello stesso piano. È detta anche curva in tre dimensioni o in {\displaystyle \mathbb {R} ^{3}}. 
Due modi utilizzati per rappresentare una curva sghemba sono la forma cartesiana e la forma parametrica.

## Rappresentazione in forma cartesiana implicita
È possibile rappresentare una curva in forma implicita identificando il suo supporto con il luogo di zeri di un campo vettoriale {\displaystyle \Phi :\mathbb {R} ^{3}\rightarrow \mathbb {R} ^{2}}, ovvero i punti di coordinate {\displaystyle (x,y,z)} che verificano il sistema:
{\displaystyle C:{\begin{cases}f(x,y,z)=0\\g(x,y,z)=0\end{cases}}}
dove {\displaystyle f} e {\displaystyle g} sono funzioni di classe almeno {\displaystyle C^{1}} a valori reali. Una tale rappresentazione può essere pensata come curva intersezione di due superfici in forma implicita.
Condizione sufficiente per la regolarità locale di una curva così rappresentata nell'intorno di un suo punto {\displaystyle P_{0}=(x_{0},y_{0},z_{0})} è che la jacobiana:
{\displaystyle J={\frac {\partial \Phi (x_{0},y_{0},z_{0})}{\partial (x,y,z)}}}
abbia rango massimo, ovvero che:
{\displaystyle \det {\begin{pmatrix}f_{y}&f_{z}\\g_{y}&g_{z}\\\end{pmatrix}}\neq 0}
Per il teorema delle funzioni implicite esistono gli intorni {\displaystyle A}, {\displaystyle B} e {\displaystyle C} rispettivamente di {\displaystyle x_{0}}, {\displaystyle y_{0}} e {\displaystyle z_{0}}; ed esistono le funzioni {\displaystyle \alpha :A\to B} e {\displaystyle \beta :A\to C} di classe almeno {\displaystyle C^{1}} tali che valga:
{\displaystyle {\begin{cases}f(x,\alpha (x),\beta (x))=0\\g(x,\alpha (x),\beta (x))=0\end{cases}}}
per {\displaystyle x\in A}. La funzione {\displaystyle P:A\rightarrow A\times B\times C\subset \mathbb {R} ^{3}} definita da:
{\displaystyle P(t)=(t,\alpha (t),\beta (t))}
è una parametrizzazione locale per la curva {\displaystyle C}. Infatti, {\displaystyle {\mbox{Im }}P\subseteq C} ed è regolare in quanto {\displaystyle P'(t)=(1,*,*)\neq (0,0,0)}.

## Rappresentazione parametrica
Una curva in forma parametrica è una funzione vettoriale di una sola variabile {\displaystyle \alpha (t):I=[a,b]\subseteq \mathbb {R} \to \mathbb {R} ^{3}} del tipo:
{\displaystyle \alpha (t)=(\alpha _{1}(t),\alpha _{2}(t),\alpha _{3}(t))\ }
Si può scrivere anche:
{\displaystyle \alpha (t):{\begin{cases}x=\alpha _{1}(t)\\y=\alpha _{2}(t)\\z=\alpha _{3}(t)\end{cases}}}
La variabile {\displaystyle t\in I} si chiama parametro. Una curva è una funzione di classe {\displaystyle C^{1}\ } in un intervallo se le funzioni {\displaystyle \alpha _{1}(t)\ }, {\displaystyle \alpha _{2}(t)\ } e {\displaystyle \alpha _{3}(t)\ } hanno derivate continue in tale intervallo. Una curva {\displaystyle C^{1}\ } si dice regolare in un punto {\displaystyle t_{0}\ } se:
{\displaystyle \alpha '(t_{0})=(\alpha _{1}^{'}(t_{0}),\alpha _{2}^{'}(t_{0}),\alpha _{3}^{'}(t_{0}))\neq (0,0,0)}
e regolare in {\displaystyle I} se ciò vale in ogni punto di {\displaystyle I\ }. Un punto in cui si abbia {\displaystyle \alpha '(t_{0})=(0,0,0)\ } si dice punto singolare per la curva.
Una curva nello spazio si dice semplice se non si interseca con se stessa, ovvero se per ogni {\displaystyle t_{1}\neq t_{2}\in I} si ha {\displaystyle \alpha (t_{1})\neq \alpha (t_{2})}. La regolarità della curva permette di definire la retta tangente alla curva, che è la retta parallela al vettore:
{\displaystyle \alpha '(t_{0})=(\alpha _{1}'(t_{0}),\alpha _{2}^{'}(t_{0}),\alpha _{3}^{'}(t_{0}))}
Tale vettore è detto vettore tangente di lunghezza {\displaystyle ||\alpha '(t_{0})||\ }, ed è indicato pure con {\displaystyle {\vec {T}}(t_{0})\ }. Il versore tangente è inoltre il vettore di lunghezza unitaria:
{\displaystyle {\hat {T}}(t_{0})={\frac {\alpha '(t_{0})}{||\alpha '(t_{0})||}}}

### Riparametrizzazione
Data una curva {\displaystyle \alpha :I\longrightarrow \mathbb {R} ^{3}} differenziabile e una funzione {\displaystyle t=t(s)} definita sull'intervallo {\displaystyle S\longrightarrow I} allora la curva:
{\displaystyle \beta =\alpha \circ t:S\longrightarrow \mathbb {R} ^{3}}
tale che per ogni {\displaystyle s\in S\longrightarrow \beta (s)=\alpha (t(s)),} è una riparametrizzazione della curva {\displaystyle \alpha }. La riparametrizzazione è regolare se: {\displaystyle t(S)=I} e se {\displaystyle t'(s)\neq 0}.
Inoltre, se {\displaystyle \beta =\alpha \circ t} è una riparametrizzazione di {\displaystyle \alpha } tramite {\displaystyle t=t(s)} allora:
{\displaystyle \beta '(s)={\frac {dt}{ds}}\alpha '(t(s))}
Infatti, se:
{\displaystyle \alpha (t)=\left(\phi (t),\psi (t),\chi (t)\right)}
allora:
{\displaystyle \beta (s)=\left(\phi (t(s)),\psi (t(s)),\chi (t(s))\right)}
e per la regola di derivazione delle funzioni composte si ottiene:
{\displaystyle {\frac {d\phi \left(t(s)\right)}{ds}}={\frac {d\phi }{dt}}\cdot {\frac {dt}{ds}}}
{\displaystyle {\frac {d\psi \left(t(s)\right)}{ds}}={\frac {d\psi }{dt}}\cdot {\frac {dt}{ds}}}
{\displaystyle {\frac {d\chi \left(t(s)\right)}{ds}}={\frac {d\chi }{dt}}\cdot {\frac {dt}{ds}}}
e così si ottiene:
{\displaystyle \beta '(s)={\frac {dt}{ds}}\left({\frac {d\phi }{dt}},{\frac {d\psi }{dt}},{\frac {d\chi }{dt}}\right)={\frac {dt}{ds}}\alpha '(t(s))}

### Lunghezza in forma parametrica
Sia data {\displaystyle \alpha (t)=(\phi (t),\psi (t),\chi (t))} differenziabile e {\displaystyle [a,b]\subseteq I}. Allora la lunghezza dell'arco di curva compreso tra {\displaystyle \alpha (a)} ed {\displaystyle \alpha (b)} vale:
{\displaystyle {\mbox{Lungh}}(\alpha )=\int _{a}^{b}\|\alpha '(t)\|dt=\int _{a}^{b}{\sqrt {\phi '(t)^{2}+\psi '(t)^{2}+\chi '(t)^{2}}}dt}.
Si aggiunga che, se {\displaystyle \beta (s)} è una riparametrizzazione della curva, allora:
{\displaystyle {\mbox{Lungh}}(\alpha )={\mbox{Lung}}(\beta )=\int _{a}^{b}\|\alpha '(t)\|dt=\int _{t^{-1}(a)}^{t^{-1}(b)}\|\beta '(s)\|ds}.

### Ascissa curvilinea
Generalizzando la penultima formula si definisce, in funzione di {\displaystyle t}, l'ascissa curvilinea (o parametro lunghezza d'arco) {\displaystyle s} come
{\displaystyle s(t)=\int _{a}^{t}\|\alpha '(u)\|du=\int _{a}^{t}{\sqrt {\phi '^{2}+\psi '^{2}+\chi '^{2}}}du} ;
essa, a meno del segno, è la lunghezza dell'arco di curva compreso tra il punto fisso {\displaystyle \alpha (a)} ed il punto corrente {\displaystyle \alpha (t)}. Mediante l'ascissa curvilinea {\displaystyle s} si può riparametrizzare la curva nel seguente modo: poiché {\displaystyle s'(t)=\|\alpha '(t)\|>0} si ha che {\displaystyle s(t)} è crescente e perciò invertibile, sicché, detta {\displaystyle t(s)} la sua inversa, si pone
{\displaystyle \beta (s)=\alpha (t(s))},
che è nota come la parametrizzazione naturale della curva.

### Curvatura
Data una parametrizzazione ascissa curvilinea della curva {\displaystyle \alpha (s)}, si definisce curvatura il vettore:
{\displaystyle {\vec {k}}(s)={\vec {T}}'(s)}
e curvatura scalare il suo modulo.

### Formule di Frenet
Una curva sufficientemente regolare nello spazio ha in ogni punto un sistema di riferimento detto triedro di Frenet, dato da una terna di versori tangente, normale e binormale. Da notare che il poter definire il triedro di Frenet in ogni punto della curva è subordinato al fatto che la curva abbia versore tangente e normale in ogni punto della curva: per questo motivo si parlerà d'ora in poi di campo dei versori tangenti e campo dei versori normali. Inoltre la curva deve essere due volte derivabile e questa è una condizione aggiuntiva non prevista nella definizione precedente.
Sia {\displaystyle \alpha (s)=\left(\phi (s),\psi (s),\chi (s)\right)} una curva parametrizzata secondo l'ascissa curvilinea. Il campo dei versori tangenti alla curva è dato da:
{\displaystyle {\overrightarrow {T(s)}}={\frac {\alpha '(s)}{\|\alpha '(s)\|}}}
Il campo dei versori normali è dato da:
{\displaystyle {\overrightarrow {N(s)}}={\frac {T'(s)}{\|T'(s)\|}}}
Sfruttando la definizione di curvatura si può dare un'altra forma al campo dei versori normali:
{\displaystyle {\overrightarrow {N(s)}}={\frac {T'(s)}{k(s)}}}
Poiché {\displaystyle T} ha norma costante, anche la quantità {\displaystyle \|T\|^{2}} sarà costante, ovvero
{\displaystyle \left(\left\|T\right\|^{2}\right)'=0}
riscrivendo:
{\displaystyle \left(T\cdot T\right)'=0}
Sviluppando si ottiene:
{\displaystyle 2T\cdot T'=0}
Ovvero il vettore {\displaystyle T'} è ortogonale a {\displaystyle T} e quindi parallelo ad {\displaystyle N}.
Si definisce ancora il campo dei versori binormali:
{\displaystyle {\overrightarrow {B(s)}}={\overrightarrow {T(s)}}\times {\overrightarrow {N(s)}}}
L'importanza del triedro di Frenet è che esso è un sistema di riferimento ortonormale "mobile", cioè al muoversi del punto {\displaystyle P} lungo la curva {\displaystyle \alpha (s)}, il triedro di Frenet si muove in modo solidale con {\displaystyle P} e rimane sempre un sistema ortonormale. In altre parole il triedro di Frenet è una base ortonormale e quindi si hanno le formule di Frenet:
{\displaystyle {\begin{cases}{\overrightarrow {T'(s)}}=a_{1}\cdot {\overrightarrow {T(s)}}+b_{1}\cdot {\overrightarrow {N(s)}}+c_{1}\cdot {\overrightarrow {B(s)}}\\{\overrightarrow {N'(s)}}=a_{2}\cdot {\overrightarrow {T(s)}}+b_{2}\cdot {\overrightarrow {N(s)}}+c_{2}\cdot {\overrightarrow {B(s)}}\\{\overrightarrow {B'(s)}}=a_{3}\cdot {\overrightarrow {T(s)}}+b_{3}\cdot {\overrightarrow {N(s)}}+c_{3}\cdot {\overrightarrow {B(s)}}\end{cases}}}
La matrice:
{\displaystyle C={\begin{bmatrix}a_{1}&b_{1}&c_{1}\\a_{2}&b_{2}&c_{2}\\a_{3}&b_{3}&c_{3}\end{bmatrix}}}
si chiama matrice di Cartan della base del triedro. I suoi coefficienti sono chiaramente nulli sulla diagonale principale poiché il loro prodotto scalare è nullo per l'ortonormalità della base. Utilizzando la definizione di curvatura e introducendo la definizione di torsione come quella funzione:
{\displaystyle \tau (s)=-B'(s)\cdot {\overrightarrow {N(s)}}}.
Si hanno così le formule di Frenet per la parametrizzazione dell'ascissa curvilinea:
{\displaystyle {\begin{cases}{\overrightarrow {T'}}=k(s)\cdot {\overrightarrow {N(s)}}\\{\overrightarrow {N'(s)}}=-k(s)\cdot {\overrightarrow {T(s)}}+\tau (s)\cdot {\overrightarrow {B(s)}}\\{\overrightarrow {B'(s)}}=-\tau (s)\cdot {\overrightarrow {N(s)}}\end{cases}}}
cioè la matrice di Cartan è antisimmetrica:
{\displaystyle C={\begin{bmatrix}0&k(s)&0\\-k(s)&0&\tau (s)\\0&-\tau (s)&0\end{bmatrix}}}
Se abbiamo una parametrizzazione qualsiasi della curva: {\displaystyle \alpha (t)=(\phi (t),\psi (t),\chi (t))}, formalmente il triedro di Frenet è uguale e si può calcolare nel seguente modo:
{\displaystyle {\overrightarrow {T(t)}}={\frac {\alpha '(t)}{\|\alpha '(t)\|}},}
{\displaystyle {\overrightarrow {B(t)}}={\frac {\alpha '(t)\times \alpha ''(t)}{\|\alpha '(t)\times \alpha ''(t)\|}},}
{\displaystyle {\overrightarrow {N(t)}}={\overrightarrow {B(t)}}\times {\overrightarrow {T(t)}}.}
Inoltre si hanno le formule di Frenet:
{\displaystyle {\begin{cases}{\overrightarrow {T'(t)}}=k(t)\cdot \|\alpha '(t)\|\cdot {\overrightarrow {N(t)}}\\{\overrightarrow {N'(t)}}=-k(t)\cdot \|\alpha '(t)\|\cdot {\overrightarrow {T(t)}}+\tau (t)\cdot \|\alpha '(t)\|\cdot {\overrightarrow {B(t)}}\\{\overrightarrow {B'(t)}}=-\tau (t)\cdot \|\alpha '(t)\|\cdot {\overrightarrow {N(t)}}\end{cases}}}
questo perché se per esempio {\displaystyle {\vec {T}}(s(t))} è il campo tangente della parametrizzazione qualsiasi allora la sua derivata rispetto a {\displaystyle t}:
{\displaystyle {\frac {\overrightarrow {T'(s(t))}}{ds}}\cdot {\frac {ds(t))}{dt}}=k(s(t))\cdot {\overrightarrow {N(s(t))}}\cdot \|\alpha '(t)\|}
e così via per le altre due formule di Frenet.

### Curvatura e torsione
Una curva nello spazio è quindi interamente definita dai due parametri curvatura e torsione. Fondamentale a questo punto è il loro calcolo esplicito sia in parametrizzazione ascissa curvilinea, che in parametrizzazione qualsiasi.

### Curvatura e torsione in parametrizzazione naturale
Sia {\displaystyle \alpha (s)=\left(\phi (s),\psi (s),\chi (s)\right)} la parametrizzazione naturale di una curva tre volte differenziabile. Allora per ogni punto è definito il triedro di Frenet
{\displaystyle {\overrightarrow {T(s)}}={\frac {\alpha '(s)}{\|\alpha '(s)\|}}\qquad {\overrightarrow {N(s)}}={\frac {T'(s)}{\|T'(s)\|}}={\frac {T'(s)}{k(s)}}\qquad {\overrightarrow {B(s)}}={\overrightarrow {T(s)}}\times {\overrightarrow {N(s)}}}
Calcoliamoci la curvatura e la torsione:
{\displaystyle k(s)=\|\alpha ''(s)\|=\|\alpha '(s)\times \alpha ''(s)\|}
{\displaystyle \tau (s)={\frac {\alpha '(s)\cdot \alpha ''(s)\times \alpha '''(s)}{k^{2}(s)}}}

### Curvatura e torsione in parametrizzazione qualsiasi
Sia {\displaystyle \alpha (t)=(\phi (t),\psi (t),\chi (t))} una parametrizzazione qualsiasi di una curva tre volte differenziabile. Allora dalla curvatura e dalla torsione sono:
{\displaystyle k(t)={\frac {\|\alpha '(t)\times \alpha ''(t)\|}{\|\alpha '(t)\|^{3}}}}
{\displaystyle \tau (t)={\frac {\alpha '(t)\times \alpha ''(t)\cdot \alpha '''(t)}{\|\alpha '(t)\times \alpha ''(t)\|^{2}}}={\frac {\det(\alpha '(t),\alpha ''(t),\alpha '''(t))}{\|\alpha '(t)\times \alpha ''(t)\|^{2}}}}